# 우투시부카
우투시부카(兀都思不花, 올도사불화, 몽골어:Одосбух, ? ~ 1321년)는 몽골 대원 울루스의 황족으로, 원 인종 아유르와르바다의 아들 또는 서자이다. 영종 시데발라 케켄 칸의 친동생 혹은 이복 동생이었다. 일설에는 원 인종 아유르와르바다의 서장자로 영종 시데발라 케켄 칸의 이복 형이라는 설도 있다. 1315년(연우 2년) 안왕(安王)에 봉해졌으나, 형 또는 이복 형 시데발라가 즉위한 뒤 순양왕(順陽王) 혹은 고양왕(顧陽王)으로 강등당하고, 다기 태후의 총신이 영종을 몰아내고 그를 추대하려 했다가 바이주의 대처로 실패했다. 이후 그는 살해 혹은 사사당했다. 다른 이름은 우투부카(兀都不花)이다.

## 생애
우투시부카의 출생년대와 출생지는 알려진 것이 없으며, 아버지는 원 인종 아유르와르바다이다. 어머니는 장의자성황후(莊懿慈聖皇后) 콩기라트씨라는 설과, 고려인 고려 도원수, 도첨의중찬 김심(金深)의 딸 답리마실리황후 김씨((答里麻失里皇后 金氏)라는 설, 원 인종 아유르와르바다의 이름 미상의 후궁이라는 설 등이 있다. 또한 영종 시데발라 케켄 칸의 친 동생이라는 설, 영종 시데발라 케켄 칸의 이복동생이라는 설과 인종의 서장자로 영종 시데발라 케켄 칸의 이복 형이라는 설이 있다.
초기 행적은 알려진 것이 없다. 1307년(대덕 11년) 7월 원 무종 카이산 즉위 후. 월왕 트레와 함께 원 무종에게 정(錠)을 하사받았다. 그가 무종 카이산의 즉위에 어떤 기여를 했는지 알려진 것이 없다.
우투시부카는 어려서 할머니 다기 카툰 콩기라트씨로부터 심히 깊은 총애를 받았으며, 한때 그를 태자로 세우려 했으나, 실패하였다. 1315년(연우 2년) 안왕(安王)에 봉해졌으며, 원 인종으로부터 수뉴금인(兽纽金印)을 하사받고 화림(和林, 현 몽골 카라코룸)으로 출진하였다.
1316년 원 인종은 아들 케켄 칸 시데발라를 황태자로 임명하는데 방해가 되는 쿠살라를 모살하려 하다가 실패하고, 쿠살라를 윈난 성으로 추방했다. 윈난 성으로 추방된 쿠살라는 차가타이 칸국으로 망명했다. 인종은 쿠살라가 서북쪽으로 쳐들어올 것을 염려하여, 우투스부카에게 대량의 군수품, 군량을 지급하였다. 1317년(연우 4년) 왕부를 설치하였다. 1318년 호주로(湖州路) 등을 봉지로 하사받았다. 그의 봉지와 영토의 호구 수는 위왕 에무게(魏王阿木哥)의 사례를 참조했다 한다.
1320년 아버지 원 인종 아유르와르바다가 졸하자, 분상하러 대도(현, 베이징)로 왔다. 그러나 형제 또는 이복 형제 영종 시데발라 케켄 칸의 즉위 직후, 그해 7월 19일 순양왕(順陽王) 혹은 고양왕(顧陽王)으로 강봉되었다. 우투시부카가 강등된 이유와 강등된 일자는 원사, 원사연의 등에 기록이 없다. 이때 다기 태후의 총신 시레문(失列门) 등은 옹기라트부의 지원을 받아 영종 시데발라를 폐위하고 그를 추대하려고 모반을 일으켰다가, 사전에 시데발라의 측근 바이주에게 바로 발각되어 체포됐다. 옹기라트부의 추대로 제위에 올랐지만 영종 시데발라는 다기 카툰과 옹기라트부의 요구에 순순히 따르지 않았다.
바로 우투시부카는 투옥됐다가, 이듬해 사사(賜死)되었다. 일설에는 피살되었다는 설이 있다. 그의 사망원인과 정확한 사망지는 기록에 알려진 것이 없다. 1320년 11월 5일 그의 사저와 왕부의 재산은 조사 후 모두 몰수, 장패감(章佩監), 중정원(中政院)에서 환수하였다.
우투시부카의 최후에 대해서는 정확한 기록이 전하지 않는다 원사 제108권 제왕표에는 순양왕으로 강등된 후 사망했다고 기록되어 있으나, 예순테무르 칸의 재위 기간 중에도 살아있었다는 설이 있다. 원사 27권에 의하면 그가 투옥된 지 몇 개월 후, 황제가 우투시부카의 저택에 신하를 파견하여 재물을 하사했다는 기사가 있다. 이후 그의 행적은 문헌에 나타나지 않는다.

## 참조
- 원사 종실세계표
- 신원사 114권